# 麟州 (麟遊県)
麟州（りんしゅう）は、中国にかつて存在した州。現在の陝西省宝鶏市麟遊県に設置された。
617年（義寧元年）、隋代により設置された鳳棲郡を前身とする。翌年に麟遊郡と改称された。唐代が成立すると618年（武徳元年）に麟州と改められた。627年（貞観元年）に廃止された。

## 下部行政区画
- 上宜県
- 麟遊県
- 普潤県